# ایمستر
ایمستر (به هلندی: Eemster) یک منطقهٔ مسکونی در هلند است که در وسترفلد واقع شده‌است. ایمستر ۱۴۰ نفر جمعیت دارد.